# هایپرا فارما
هایپرا فارما (انگلیسی: Hypera Pharma) شرکت داروسازی برزیلی است، که در سال ۲۰۰۱ تأسیس شد.